# 吉爾·阿梅利奧
吉爾伯特·法蘭克·阿梅利奧（英語：Gilbert Frank Amelio，1943年3月1日—）是一名美國科技主管。他曾任職於貝爾實驗室、快捷半導體以及罗克韦尔国际的半導體部門，也曾擔任國家半導體和蘋果公司的執行長。

## 早年生活和教育
阿梅利奧在佛羅里達州邁阿密長大，父母都是義大利人，畢業於邁阿密高中。他在喬治亞理工學院獲得了物理學學士、碩士和博士學位。在喬治亞理工學院就讀時，阿梅利奧是Pi Kappa Alpha兄弟會的成員。

## 職業生涯

### 蘋果公司前
阿梅利奧於1968年加入貝爾實驗室擔任研究員。1970年，他加入了展示第一台工作感光耦合元件（CCD）的團隊。他於1971年轉到快捷半導體，在1970年代初期領導了第一個商用CCD影像感測器的開發，並於1977年成為MOS部門的主管。他一路晉升為罗克韦尔国际半導體部門的總裁，隨後又成為其通訊系統部門的總裁。
阿梅利奧於1991年2月加入國家半導體擔任總裁暨執行長。

### 蘋果公司執行長
1994 年，阿梅利奧加入蘋果公司董事會。從國家半導體辭職後，他於1996年2月2日接替邁克爾·斯賓德勒成為蘋果公司的執行長。據報導，他的薪水為99萬美元，外加分紅和500萬美元貸款。根據1996年Apple Proxy Statement的「特定交易」一節，他也因蘋果公司在前一年使用其商務噴射機而獲得約100,000美元。
阿梅利奧提出了蘋果公司存在的幾個問題，包括現金和流動資金短缺、產品質量低劣、缺乏可行的作業系統策略、企業文化缺乏紀律，以及嘗試做的事情太多、方向太分散。為了解決這些問題，他削減成本、將蘋果的員工數目減少三分之一、終止Copland作業系統專案，並監督Mac OS 8的開發。
為了取代Copland並滿足對下一代作業系統的需求，阿梅利奧開始與Be公司談判收購BeOS，但由於Be公司執行長讓-路易·加西要求2.75億美元，而蘋果不願出價超過2億美元，談判陷入僵局。1996年11月，阿梅利奧開始與史蒂夫·賈伯斯的NeXT商討，並於1997年2月4日以4億美元的價格收購該公司。
在阿梅利奧任期間，蘋果的股價持續下滑，並在1997年第二季創下12年來的新低，這至少有部分原因是一位匿名人士在6月26日單一出售150萬股蘋果股票所致，而這位匿名人士後來證實就是史蒂夫·賈伯斯。蘋果又損失了7.08億美元。在1997年7月4日的週末，賈伯斯說服董事們以董事會政變的方式罷免了阿梅利奧；不到一週後，阿梅利奧遞交了辭呈；賈伯斯隨後在9月16日成為臨時執行長。賈伯斯後來引述阿梅利奧的話說：
蘋果公司就像一艘底部有洞、正在漏水的船，而我的工作就是讓這艘船朝正確的方向駛去。
據報導，阿梅利奧的合約給了他約350萬美元的資遣費，而1996年的績效獎金是230萬美元。

### 蘋果公司後
1998年起，阿梅利奧成為一名風險投資家。2001年2月，他成為先進通訊技術（ADC）的執行長。ADC是一家澳洲公司在美國的分公司，該公司為無線通訊產業開發了一種名為SpectruCell的產品。2001年5月，他成為位於加利福尼亞索薩利托的Sienna Ventures的資深合夥人。
2005年，他與前蘋果技術長艾倫·漢考克及蘋果共同創辦人史蒂夫·沃茲尼克共同創立Acquicor。Acquicor於2007年初收購捷智半導體，並於2008年以虧損出售。
阿梅利奧曾是美國半導體行業協會的董事兼主席。1996年起，他擔任馬來西亞多媒體超級走廊及馬來西亞總理的顧問。2003年6月，他被任命為Ripcord Networks的董事會主席；在這裡，他加入了史蒂夫·沃茲尼克、艾倫·漢考克和其他Apple舊友的行列。阿梅利奧曾是AT&T、太平洋電訊、Chiron Corporation、半導體製造技術聯盟、InterDigital和喬治亞理工學院的董事會成員（擔任董事長），也是美國電影學會的理事。
他是《An American Imperative》（1993年）報告的撰稿人，也是《Profit from Experience》（1995年，ISBN 978-0471287049）和《On the Firing Line: My 500 Days at Apple》（1998年，ISBN 978-0887309199）兩本書的作者。
2020年11月，阿梅利奧加入了總部位於納什維爾的擴增實境創業公司VideoBomb的董事會。
阿梅利奧於2023年9月加入美國電腦博物館董事會。

## 榮譽
阿梅利奧是電機電子工程師學會會士。他於1991年獲得IEEE井深大消費電子獎，以表彰他對消費性攝影機中感光耦合元件影像感測器的開發所做的貢獻。他已獲得16項專利。

## 著作
- Amelio, Gil; Simon, William L. . New York: Van Nostrand Reinhold. 1996. ISBN 9780442020552. OCLC 32970464.
  - Amelio, Gil; Simon, William L. . New York: Pocket Books. 1997. ISBN 9780684837024. OCLC 37109222. Reprint of the above?
- Amelio, Gil; Simon, William L. . New York: Harper Business. 1999. ISBN 978-0-88730-919-9. OCLC 41424094.

## 外部連結
- The Rise and Fall of Apple's Gil Amelio （页面存档备份，存于） from Low End Mac
- Apple CEO Gil Amelio's first interview after being fired by Apple （页面存档备份，存于）

| 前任： 邁克爾·斯賓德勒 | 蘋果公司執行長 1996年—1997年 | 繼任： 史蒂夫·賈伯斯 |